# 銅狼獎
銅狼獎（英語：Bronze Wolf Award）由世界童軍委員會授與，表彰「對世界童軍運動具有傑出服務的人士」。該獎項為最高榮譽，為世界童軍委員會唯一會頒贈的獎項，可頒發給全世界任何一位童軍服務員。自從1935年成立銅狼獎以來，在全球數百萬名童軍成員中，只有不到400名得獎。

## 歷史
童軍活動創始人羅伯特·貝登堡，起初因童軍活動的傑出貢獻得到認可，而獲頒銀狼獎；貝登堡雖然也是世界童軍總領袖，但銀狼獎只與英國童軍活動相聯繫。
1924年，國際童軍委員會（世界童軍委員會前身）決定有必要成立一個獎項，以委員會名義推薦人選並頒發該獎項。貝登堡要求限制此類獎項的數量，但委員會對於該獎項的關切，則予以認可。1932年，委員會開始就該獎項進行對話，1934年6月做成決定。1935年8月2日，世界童軍委員會於斯德哥爾摩通過成立銅狼獎，並經一致決議，首次頒發給貝登堡。

## 資格
銅狼獎為頒贈給全世界童軍服務員志工的最高榮譽，表示認可該童軍成員在世界童軍活動中貢獻出優異、矚目與非凡的服務。該獎項只能「頒發給畢生無私與志願提供服務，以提升青少年與國家之生活水平與事業的人士」。

## 獲獎者
為了維持銅狼獎的卓越榮譽，國際童軍委員會曾限制每兩年只能有最多2人獲獎，導致在實務上，其頒發數量非常稀少；1935年到1955年期間，只有12人獲獎。隨著參與童軍活動的成員上升，頒發數量才開始逐漸上升。1955年至2015年，總共有346人次獲獎。在世界童軍委員會的指引中，規定銅狼獎的人數應限制在「全球每2百萬成員1名得獎者。」截至2016年，世界童軍局估計全球約有2,800萬童軍成員。2016年，總共有7名成員獲頒銅狼獎。
綜觀所有獲獎者，當中包含了國家元首，如印度尼西亞副總統哈蒙古布瓦諾四世、卡爾十六世·古斯塔夫、盧森堡大公讓、蒲美蓬·阿杜德與菲律賓總統菲德爾·瓦爾迪斯·羅慕斯。

## 設計
銅狼獎包含了暗綠色的緞帶，兩側邊緣為黃色，下端垂掛著一個銅製的狼形象墜飾，以側面型態顯現。